# Partido Liberal (Brasil)
El Partido Liberal (PL) fue un partido político de Brasil cuya ideología fluctuaba entre el centrismo, el liberalismo e incluso en algunos sectores predominaba el conservadurismo.
En las elecciones generales del 2002, obtiene 26 diputados y apoya oficialmente a Lula como presidente y uno de sus líderes, José Alencar, fue nombrado vicepresidente. El PL fue uno de los partidos más afectados por el escándalo de las mensualidades. Cuatro años después en las elecciones legislativas del 2006 desciende a 23 diputados aunque sube ligeramente en porcentaje de votos. Mientras, en las elecciones presidenciales apoya de manera informal a Lula en su reelección.
El 24 de octubre del 2006, el PL anuncia la creación del Partido de la República, junto al Partido de la Reconstrucción del Orden Nacional y al Partido Laborista de Brasil.
Actualmente los partidos políticos Partido Liberal (Brasil), Partido de la República, Partido de la Reconstrucción del Orden Nacional y Partido Laborista de Brasil están integrados en Partido Liberal (Brasil, 2006).